# Newark

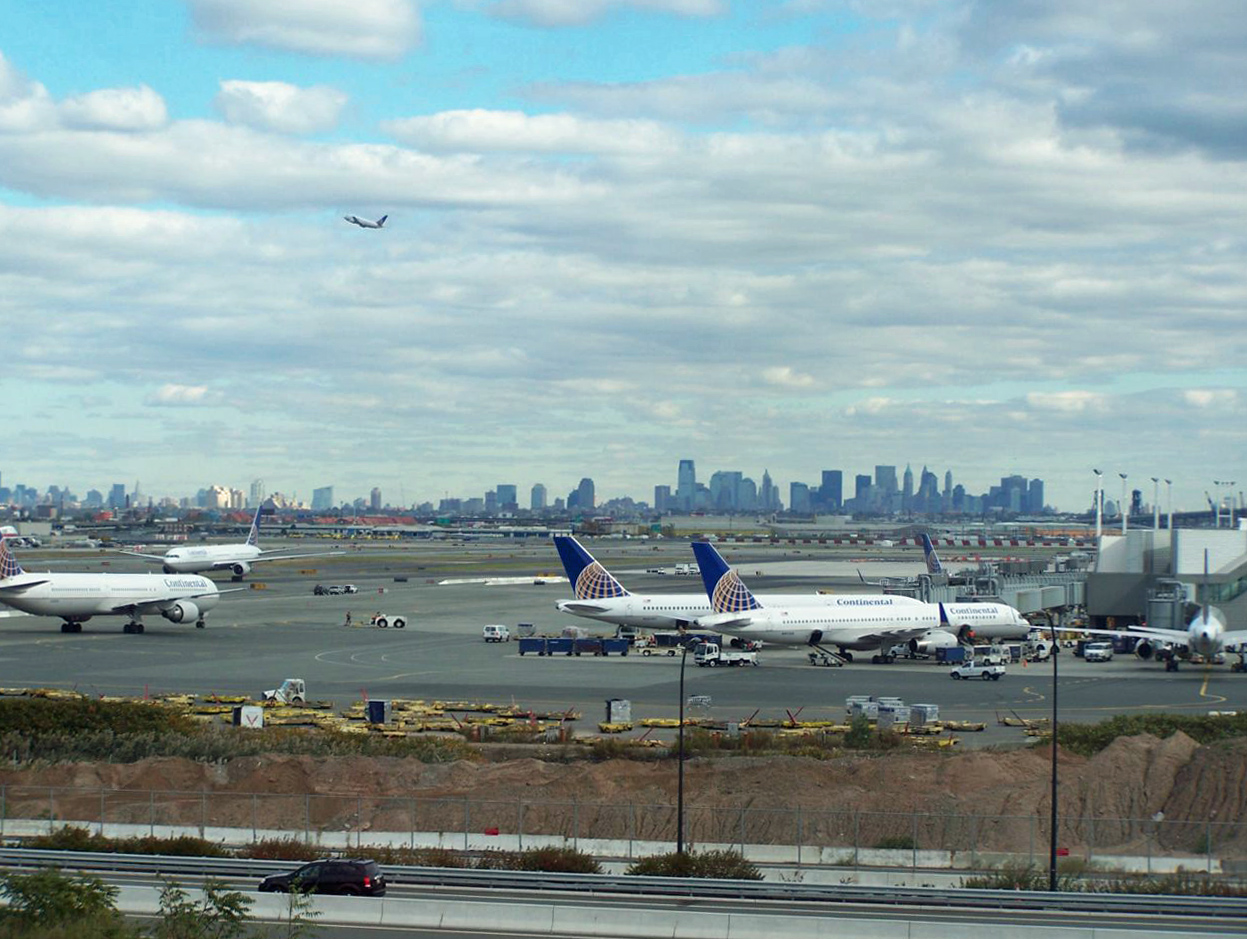
Pohled od newarského letiště

Newark je největší město státu New Jersey ve Spojených státech a sídelním městem Essex county. Se svými 277 140 obyvateli (2010) je i nejlidnatějším městem státu a celkově 65. městem v USA.

## Geografie
Newark, jež má rozlohu 67,3 km², se nachází nedaleko města Jersey City, 13 km západně od Manhattanu a asi 3 km od newyorského ostrova Staten Island. Poloha v Newarské zátoce spojené s Atlantským oceánem umožnila v minulosti rozkvět zdejšího přístavu.
Newark je rozdělen na pět administrativních částí. Jsou to: North Ward (Severní část), South Ward (Jižní část), West Ward (Západní část), East Ward (Východní část) a Central Ward (Centrální část).

## Historie
První osada zde byla založena v roce 1666 a roku 1693 získala status města, což v roce 1713 potvrdila i anglická královna Anna.

## Obyvatelstvo
Kvůli bílému útěku se počet obyvatel snížil z 438 tisíc v roce 1950 na 273 tisíc v roce 2000. Nepomohly tomu ani rasové nepokoje v roce 1967, po nichž odešlo na předměstí mnoho obyvatel střední třídy, mnoho z nich Židé. V současnosti se počet obyvatel opět mírně zvyšuje, v roce 2012 město mělo 278 tisíc obyvatel. Podle sčítání z roku 2010 tvořili 26,31% obyvatel běloši, 52,35% černoši, 15,22% jiná rasa a 3,85% dvě a více ras. Z tohoto počtu 33,83% obyvatel uvedlo hispánský původ.

## Doprava
Vzhledem k významnému mezinárodnímu letišti Newark Liberty International Airport, jež slouží Newyorské metropolitní oblasti, je Newark spojen s dolním Manhattanem vyvýšenou silnicí Pulaski Skyway a Hollandovým tunelem, jenž vede pod řekou Hudson. Městem též procházejí důležité silniční tepny, např. New Jersey Turnpike a Garden State Parkway.

## Sport
Hraje zde tým NHL New Jersey Devils.

## Slavní rodáci
- Aaron Burr (1756–1836), americký právník a politik, třetí viceprezident USA v letech 1801–1805[4]
- Jerry Lewis (1926–2017), americký komik, herec a zpěvák[5]
- Allen Ginsberg (1926–1997), americký básník, čelný představitel beatnické generace[6]
- Allen Klein (1931–2009), americký podnikatel v hudebním průmyslu, manažer skupin Beatles a Rolling Stones[7]
- Cissy Houston (1933–2024), americká soulová zpěvačka[8]
- Philip Roth (1933–2018), americký spisovatel, nositel Pulitzerovy ceny za rok 1998[9]
- Frankie Valli (* 1934), americký zpěvák a herec, frontman skupiny The Four Seasons[10]
- Brian De Palma (* 1940), americký filmový režisér a scenárista[11]
- Paul Simon (* 1941), americký skladatel, písničkář a zpěvák[12]
- Joe Pesci (* 1943), americký herec, držitel Oscara za nejlepší mužský herecký výkon ve vedlejší roli za rok 1990[13]
- Paul Auster (* 1947), americký spisovatel[14]
- Robert Sternberg (* 1949), americký psycholog a vysokoškolský profesor[15]
- Ray Liotta (1954–2022), americký herec a dabér[16]
- Ice-T (* 1958), americký rapper, textař, producent a herec[17]
- Whitney Houston (1963–2012), americká zpěvačka, herečka, jedna z nejprodávanějších a nejúspěšnějších zpěvaček všech dob[18]
- Queen Latifah (* 1970), americká herečka a zpěvačka[19]
- Redman (* 1970), americký rapper, producent a herec[20]
- Shaquille O'Neal (* 1972), bývalý profesionální americký basketbalista[21]